# 冲绳海槽

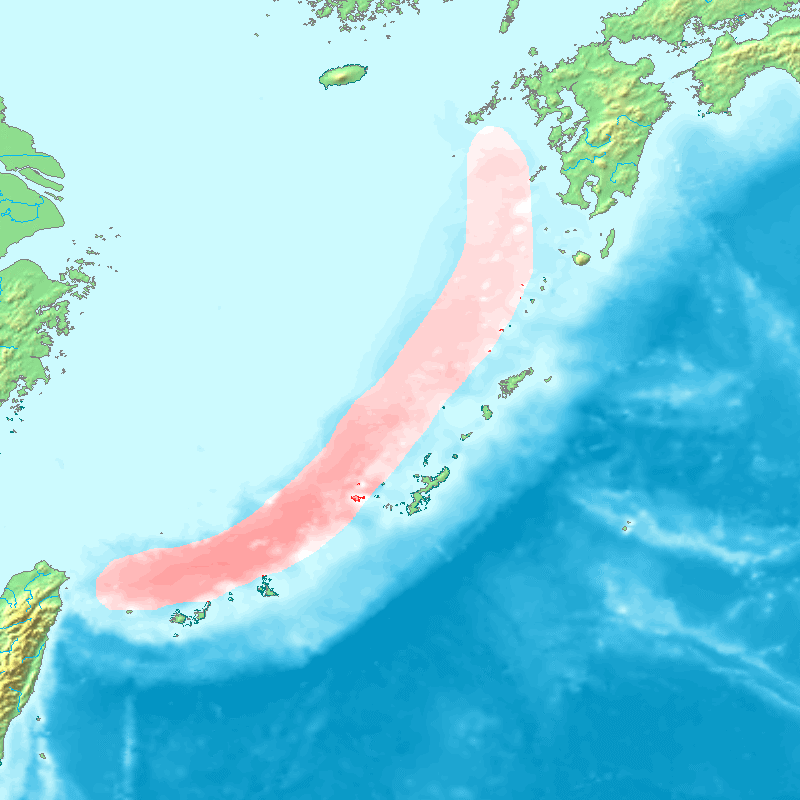
冲绳海槽

冲绳海槽（日语：／ Okinawa Torafu），狹義說法是位於日本九州琉球群島西方和台灣本島東北方之間；廣義說法是位於臺灣宜蘭縣和日本島根縣之間。中華人民共和國以此作為與日本的海上邊界線，主張其為中日兩國的海上分界线。

## 形成
冲绳海槽由歐亞板塊的兩個小板塊（華南板塊、沖繩板塊）的裂張運動形成。

## 地理描述
沖繩海槽西側及以西由於水深較淺關係，海面呈青绿色。经过東海大陸架的邊緣进入东侧琉球界后，由於琉球海溝的岩石圈擴展而形成的弧後盆地，大部分深度逾1,000米，最大深度2,716米，因此海面看來呈黑色，因此明清两代又称黑水沟、黑水洋、分水洋。

## 歷史文獻記載
清代自汪楫始开创了“过沟祭海”制度。历届册封使对冲绳海槽多有记载和题咏：
- 郭汝霖《使琉球录》：「六月二十九日，封王礼毕，守候风汛回国。......十月初九日登舟，......至二十六日，许严等来报曰：渐有清水，中国山將可望乎？二十七日，果见宁波山。」
- 夏子阳、王士祯《使琉球录》：「二十七日，午后过钓鱼屿，次日过黄尾屿，......连日所过水皆深黑，宛如浊沟积水，或又如靛青色，忆前《使录补遗》称：去由沧水入黑水，信哉言矣！十一月二十一日，向晓开洋，......二十九日，隐隐见一船，众喜谓：有船则去中国不远，且离黑入沧，必是中国界。」
- 张学礼《使琉球记》：「六月初九日，浪急风猛，水飞如立，舟中人颠覆呕逆，呻吟不绝，水色有异，深青如蓝。舟子曰：入大洋矣。顷之有白水一线，横亘南北。舟子曰：过分水洋矣。此天之所以界中外者。」
- 汪楫《使琉球杂录》：「二十五日，......薄暮过郊，或作沟，风涛大作，投生猪羊各一，泼五斗米粥，焚纸船，鸣钲击鼓，诸军皆甲露刃，俯舷作御敌状，久之始息。问郊之义何取？曰：中外之界也。界于何辨？曰：悬揣耳。然顷者恰当其处，非臆度也。」
- 徐葆光《中山传信录》：「二月十六日癸丑，巳刻封舟自琉球那霸开洋，......二十日丁巳，......船共行二十六更半。是日海水见绿色，夜过沟祭海神。」
- 周煌《琉球国志略》：「环岛皆海也。海面西距黑水沟，与闽海界。福建开洋至琉球，必经沧水过黑水，古称沧溟。溟与冥通，幽元之义。又曰东溟。琉地固巽方，实符其号。」
- 周煌从客王文治《渡海吟》：「黑水之沟深似墨，浑沌如游邃；古初元黄不辨乾坤色，那须燃犀更照耀；飒飒阴风战毛骨，方知中外有分疆；设险惟天界殊域，我闻百川万派清浊殊于廓。」

## 日本觀點
關於郭汝霖「漸有清水，中國山將可望」，日本學者認為此處清水在釣魚嶼西方大陸沿岸
。
關於夏子陽「中國界」，日本學者認為此處中國界在釣魚嶼西方大陸沿岸。
關於張學禮「分水洋」，日本學者認為此處分水洋在釣魚嶼西方台灣海峽北部。
關於汪楫「中外之界」，日本學者認為汪楫船抵臺灣海峽時，船中福建船員和琉球船員發生爭執，汪楫一開始採用福建人的偏南航線，第二天最終改用琉球人的偏北航線，其後駛近琉球時，船員告訴汪楫有「中外之界」，當然是琉球船員所告訴的，因此汪楫船中的過郊祭（亦作過溝祭）可推測是琉球人的祭祀活動，並且中外即內外，是琉球國的內外，非中琉的國界。
關於徐葆光「海水見綠色，夜過溝祭海神」，日本學者認為此溝在大陸棚淺綠色水中，等待夜間纔舉行祭祀，不是沖繩海槽。
關於周煌「黑水溝」，日本學者認為此處黒水溝無法確定在東在西，且夏子陽早已記載滄水黑水之界離大陸不遠，周煌據之，當指釣魚嶼西方的黑潮；周煌自身詩中也説「豈知中外原無界」「相傳中外分界處」，意謂中外界只是汪楫所記載的「相傳」之談，原來無法尋覓。
關於王文治「黑水之溝」，日本學者認為王文治與冊使全魁同航，全魁在釣魚嶼西方記載溝界，王文治所見當與此相同。